# Strayhorn
Strayhorn es un lugar designado por el censo ubicado en el condado de Tate en el estado estadounidense de Misisipi. En el Censo de 2020 tenía una población de 284 habitantes y una densidad poblacional de 30,74 habitantes por km². Fue incluido como CDP en el censo de 2020. 

## Geografía
Strayhorn se encuentra ubicado en las coordenadas 34°37′15″N 90°09′06″O / 34.62083, -90.15167. Según la Oficina del Censo de los Estados Unidos,  tiene una superficie total de 9,24 km², todos correspondientes a tierra firme.